# Prithviraj Chauhan

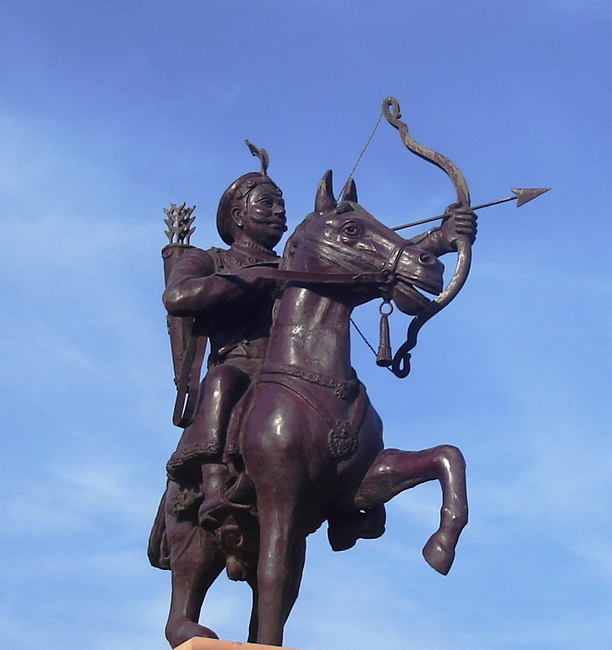
Hedendaags, geïdealiseerd standbeeld van Prithviraj III in Ajmer

Prithviraj III of Prithviraj Chauhan (Ajmer, ± 1160 - Tarain, 1192) was radja van Ajmer van 1177 tot 1192. Onder zijn leiding sloten de Rajputprinsen van het noorden van India een ongeëvenaard bondgenootschap om de dreiging van de islamitische veldheer Muhammad Ghowri het hoofd te bieden. De Rajputs werden echter verslagen in de Tweede Slag bij Tarain, waarna Prithviraj gedood werd. Prithvirajs daden werden sterk geromantiseerd door middeleeuwse Indiase dichters als Chand Bardai, die door Britse schrijvers uit de 19e eeuw onterecht als Prithvirajs hofdichter werd geïdentificeerd. Hoewel historici Chand tegenwoordig als een onbetrouwbare bron beschouwen, hebben hedendaagse hindoenationalisten Chands voorstelling van Prithviraj overgenomen: een held die India verdedigde tegen islamitische overheersing.

## Levensloop
Prithviraj III was lid van de Chauhan- of Chahamanadynastie van Ajmer. Zijn grootvader, Vigraha Raja, breidde het gebied van de dynastie van hun traditionele kerngebied in het noorden van Rajputana uit met gebied in het oosten van de Punjab en de stad Delhi in het westen van Hindoestan. Vermoedelijk raakte Vigraha Raja daarbij in conflict met de Ghaznaviden, de islamitische dynastie die de Punjab beheerste. Hij werd rond 1165 opgevolgd door Prithvirajs vader, Someshwar Chauhan. Prithvirajs moeder was volgens de traditionele overlevering een dochter van de radja van Delhi.
Rond 1177 kwam Prithviraj zelf, vermoedelijk als minderjarige, aan de macht. Chand beschrijft een liefdesaffaire met de dochter van de radja van Kannauj in detail. Daarnaast moet de jonge vorst rond 1182 een digvijaya (traditionele veroveringstocht van een hindoeïstisch heerser) hebben ondernomen. In het zuiden raakte hij daarbij in conflict met de Solankidynastie van Gujarat en in het oosten met de Chandela's en Gahadavala's. Later lijkt hij zijn militaire aandacht echter op de Punjab te hebben gericht, waar de Ghaznaviden ondertussen door de Afghaanse veldheer Muhammad Ghowri in het defensief waren gedrongen. Ghowri probeerde in 1179 met Prithviraj een bondgenootschap tegen Gujarat te sluiten, hetgeen Prithviraj weigerde. Ghowri's veldtocht tegen Gujarat liep uit op een mislukking. Er volgde een decennium waarin de twee heersers een ongemakkelijke vrede bewaarden.
Het duurde tot 1191 voor Muhammad Ghowri zich sterk genoeg voelde om Prithviraj direct aan te vallen. De binnenvallende Ghowriden werden echter verslagen in de Eerste Slag bij Tarain, ongeveer 150 km ten noorden van Delhi. Volgens de overlevering zou Ghowri zelf zwaar gewond van het slagveld zijn gebracht, waarop zijn leger in paniek op de vlucht sloeg. In plaats van de achtervolging in te zetten liet Prithviraj zijn tegenstanders ontsnappen, mogelijk omdat in de hindoeïstische krijgsrituelen een dergelijke aftocht de onherroepelijke erkenning van de tegenstander als meerdere inhield. Ghowri werd echter niet belemmerd door dergelijke conventies, en keerde het volgende jaar terug met nieuwe versterkingen.
Prithviraj had weinig reden zijn tegenstander's eisen (onderwerping en bekering tot de islam) in te willigen. Volgens de Perzische historicus Ferishta had hij een ongekende hoeveelheid bondgenoten verzameld, die vrijwel alle Rajputrijkjes van het noordwesten van India vertegenwoordigden. Er werd opnieuw bij Tarain slag geleverd. Muhammad Ghowri wist deze Tweede Slag bij Tarain te winnen door optimaal gebruik te maken van zijn snelle boogschutters te paard en aanvankelijk zwakte te veinzen, wat de Rajputs onvoorzichtig maakte. Ghowri wist daarna met zijn ruiterij dwars door de ranken van de Rajputs te stoten, met de eindzege tot gevolg. Prithviraj werd gevangengenomen en terechtgesteld. De meeste van zijn bondgenoten sneuvelden. Delhi en Rajputana vielen als gevolg direct in handen van de Ghowriden. Met de nederlaag van de Rajputs bij Tarain begon de islamitische overheersing van het noorden van India.

## Legendevorming
Hoewel van beide kanten gedetailleerde beschrijvingen van de oorlog tussen Prithviraj III en Muhammad Ghowri bestaan, berusten die waarschijnlijk grotendeels op de fantasie van de schrijvers. Hindoeïstische bronnen beschrijven Ghowri als een onbetrouwbare leugenaar, terwijl Perzische geschiedschrijvers juist de heldhaftigheid van het Ghowridenleger benadrukken. 
In sommige verhalen wordt Ghowri aanvankelijk gevangengenomen en na valse toezeggingen weer vrijgelaten. In het heldendicht van Chand Bardai brengt de gevangengenomen Prithviraj Ghowri zelfs een dodelijke wond toe, om daarna zelfmoord te plegen. Hoewel de historische Muhammad Ghowri 14 jaar na Prithviraj overleed, is deze legende wijdverspreid onder de Indiase bevolking. In 2004 probeerde zwendelaar Sher Singh Rana de publieke aandacht te trekken door te beweren Prithvirajs graf te hebben ontdekt bij de Afghaanse stad Kandahar. Gebruikmakend van de legende beweerde hij dat de lokale Afghaanse bevolking de gewoonte had het graf ritueel te onteren door er met een schoen op te slaan, als vergelding voor de moord op Muhammad Ghowri. Dit bracht onder hindoes enige consternatie teweeg. In 2014 werd Sher Singhs verhaal verfilmd.